# 2010-es Indy Grand Prix of Alabama
A 2010-es Indy Grand Prix of Alabama volt a 2010-es IZOD IndyCar Series szezon harmadik futama. A versenyt április 11-én rendezték meg az Alabama-i Birmingham-ben található Barber Motorsports Park nevű versenypályán. A versenyt a Versus közvetítette.

## Rajtfelállás
| Rajtsor | Belső ív | Belső ív            | Külső ív | Külső ív         |
| ------- | -------- | ------------------- | -------- | ---------------- |
| 1       | 12       | Will Power          | 24       | Mike Conway      |
| 2       | 3        | Hélio Castroneves   | 26       | Marco Andretti   |
| 3       | 9        | Scott Dixon         | 5        | Szató Takuma     |
| 4       | 10       | Dario Franchitti    | 11       | Tony Kanaan      |
| 5       | 6        | Ryan Briscoe        | 8        | E.J. Viso        |
| 6       | 22       | Justin Wilson       | 32       | Mario Moraes     |
| 7       | 78       | Simona De Silvestro | 37       | Ryan Hunter-Reay |
| 8       | 67       | Graham Rahal        | 19       | Alex Lloyd       |
| 9       | 06       | Hideki Mutoh        | 2        | Raphael Matos    |
| 10      | 7        | Danica Patrick      | 14       | Vitor Meira      |
| 11      | 77       | Alex Tagliani       | 34       | Mario Romancini  |
| 12      | 4        | Dan Wheldon         | 18       | Milka Duno       |
| 13      | 36       | Bertrand Baguette   |          |                  |

### Verseny
| Pozíció | #  | Pilóta                  | Csapat                                    | Futott kör | Idő/Kiesés oka | Rajthely | Élen töltött körök száma | Pont |
| ------- | -- | ----------------------- | ----------------------------------------- | ---------- | -------------- | -------- | ------------------------ | ---- |
| 1.      | 3  | Hélio Castroneves       | Team Penske                               | 90         | 1:56:41.3928   | 3        | 20                       | 50   |
| 2.      | 9  | Scott Dixon             | Chip Ganassi Racing                       | 90         | +0.5703        | 5        | 0                        | 40   |
| 3.      | 10 | Dario Franchitti        | Chip Ganassi Racing                       | 90         | +8.1590        | 7        | 0                        | 35   |
| 4.      | 12 | Will Power              | Team Penske                               | 90         | +8.6639        | 1        | 12                       | 33   |
| 5.      | 26 | Marco Andretti          | Andretti Autosport                        | 90         | +9.7410        | 4        | 58                       | 32   |
| 6.      | 6  | Ryan Briscoe            | Team Penske                               | 90         | +10.9611       | 9        | 0                        | 28   |
| 7.      | 22 | Justin Wilson           | Dreyer & Reinbold Racing                  | 90         | +11.5478       | 11       | 0                        | 26   |
| 8.      | 11 | Tony Kanaan             | Andretti Autosport                        | 90         | +12.8533       | 8        | 0                        | 24   |
| 9.      | 24 | Mike Conway             | Dreyer & Reinbold Racing                  | 90         | +13.3162       | 2        | 0                        | 22   |
| 10.     | 77 | Alex Tagliani           | FAZZT Race Team                           | 90         | +14.8450       | 21       | 0                        | 20   |
| 11.     | 4  | Dan Wheldon             | Panther Racing                            | 90         | +15.2007       | 23       | 0                        | 19   |
| 12.     | 37 | Ryan Hunter-Reay        | Andretti Autosport                        | 90         | +15.6727       | 14       | 0                        | 18   |
| 13.     | 32 | Mario Moraes            | KV Racing Technology                      | 90         | +16.7242       | 12       | 0                        | 17   |
| 14.     | 2  | Raphael Matos           | Luczo Dragon Racing de Ferran Motorsports | 89         | +1 Kör         | 18       | 0                        | 16   |
| 15.     | 06 | Hideki Mutoh            | Newman/Haas/Lanigan Racing                | 89         | +1 Kör         | 17       | 0                        | 15   |
| 16.     | 8  | E. J. Viso              | KV Racing Technology                      | 89         | +1 Kör         | 10       | 0                        | 14   |
| 17.     | 67 | Graham Rahal            | Sarah Fisher Racing                       | 89         | +1 Kör         | 15       | 0                        | 13   |
| 18.     | 14 | Vitor Meira             | A. J. Foyt Enterprises                    | 89         | +1 Kör         | 20       | 0                        | 12   |
| 19.     | 7  | Danica Patrick          | Andretti Autosport                        | 89         | +1 Kör         | 19       | 0                        | 12   |
| 20.     | 36 | Bertrand Baguette (R)   | Conquest Racing                           | 89         | +1 Kör         | 25       | 0                        | 12   |
| 21.     | 78 | Simona de Silvestro (R) | HVM Racing                                | 89         | +1 Kör         | 13       | 0                        | 12   |
| 22.     | 34 | Mario Romancini (R)     | Conquest Racing                           | 89         | +1 Kör         | 22       | 0                        | 12   |
| 23.     | 19 | Alex Lloyd (R)          | Dale Coyne Racing                         | 89         | +1 Kör         | 16       | 0                        | 12   |
| 24.     | 18 | Milka Duno              | Dale Coyne Racing                         | 86         | +4 Kör         | 24       | 0                        | 12   |
| 25.     | 5  | Szató Takuma            | KV Racing Technology                      | 68         | +22 Kör        | 6        | 0                        | 10   |

## Bajnokság állása a verseny után
Pilóták bajnoki állása
| Pozíció | Pilóta            | Pontok |
| ------- | ----------------- | ------ |
| 1       | Will Power        | 136    |
| 2       | Hélio Castroneves | 104    |
| 3       | Dario Franchitti  | 94     |
| 4       | Justin Wilson     | 85     |
| 5       | Scott Dixon       | 80     |